# Apollo 14
Apollo 14 var den åttonde bemannade rymdfärden i Apolloprogrammet, den fjärde bemannade expeditionen till månen och den tredje av dessa som fullföljde uppdraget och landade på månen. Flygningen skulle gjorts redan 1970, men flyttades fram på grund av Apollo 13s olyckossamma färd i april 1970. Man landade i Fra Maurokratern, man skulle ursprungligen ha landat i  Littrowkratern, men då Apollo 13 inte kunde landa på månen övertog Apollo 14, Apollo 13s landningsplats.

## Besättning
- Alan Shepard, befälhavare
- Edgar D. Mitchell, månlandarpilot
- Stuart Roosa, kommandomodulpilot